# Діаграма розгортання

Приклад діаграми розгортання.

Діаграма розгортання (англ. deployment diagram) — діаграма в UML, на якій відображаються обчислювальні вузли під час роботи програми, компоненти, та об'єкти, що виконуються на цих вузлах. Компоненти відповідають представленню робочих екземплярів одиниць коду. Компоненти, що не мають представлення під час роботи програми на таких діаграмах не відображаються; натомість, їх можна відобразити на діаграмах компонент. Діаграма розгортання відображає робочі екземпляри компонент, а діаграма компонент, натомість, відображає зв'язки між типами компонент.